# Индра, Алоис
Алоис Индра (словац. Alois Indra; 17 марта 1921, Медзев — 2 августа 1990, Прага) — чехословацкий коммунистический политик, член Политбюро и секретарь ЦК КПЧ, председатель Федерального собрания ЧССР. Занимал неосталинистские позиции, был одним из лидеров консервативного крыла КПЧ во время Пражской весны. Подписал обращение к руководству КПСС с призывом вмешаться в чехословацкие события, создавшее предлог для ввода войск Варшавского договора в августе 1968. В 1970—1980-х проводил политику консервативной «нормализации». После Бархатной революции снят со всех постов, исключён из КПЧ и вскоре умер.

## Функционер КПЧ
Родился в семье словацкого крестьянина. Работал железнодорожным служащим. В 16-летнем возрасте вступил в коммунистическую молодёжную организацию. В годы нацистской оккупации участвовал в коммунистическом подполье.
После освобождения Чехословакии в 1945 Алоис Индра вступил в Коммунистическую партию (КПЧ). Занял пост секретаря национального комитета — местной администрации — города Злин (в 1949—1990 город назывался Готвальдов). Окончил Высшую политическую школу ЦК КПЧ. В 1956—1960 был секретарём КПЧ в Готвальдове.
В 1960 переведён в Прагу на пост начальника отдела планирования ЦК КПЧ. В 1962 — председатель Госплана ЧССР. В 1963 назначен министром транспорта в правительстве Йозефа Ленарта. Был депутатом Национального собрания. С 1962 Алоис Индра — член ЦК КПЧ.

## Противник Пражской весны
Алоис Индра придерживался в КПЧ консервативных неосталинистских позиций. Он враждебно принял реформы Пражской весны. Протесты железнодорожников и студентов привели к его отстранению с министерского поста. Однако в порядке внутрипартийного кадрового компромисса Индра был введён в секретариат ЦК КПЧ и назначен председателем комиссии по формированию компартии Чехии (это входило в проект федерализации Чехословакии).
Алоис Индра вместе с Василем Биляком и Вильямом Шалговичем возглавлял контрреформистские силы в КПЧ. Вместе с Биляком, Антонином Капеком, Драгомиром Кольдером и Олдржихом Швесткой Индра подписал т. н. «Пригласительное письмо» в ЦК КПСС — обращение за «помощью и поддержкой всеми имеющимися средствами» для «спасения от опасности неминуемой контрреволюции». Предварительно Индра подготовил и разослал в региональные комитеты КПЧ внутренний циркуляр с указанием принять меры мобилизационного характера. Через несколько дней, 21 августа 1968, последовал ввод в Чехословакию войск Варшавского договора.

## Деятель «Нормализации»
События 1968 года сделали Алоиса Индру крайне одиозной и непопулярной фигурой в стране. Густав Гусак, возглавивший после подавления Пражской весны КПЧ и ЧССР, также относился к нему отчуждённо и настороженно. Этому способствовали амбиции Индры, его августовские планы создать в обход Гусака «рабоче-крестьянское правительство».
Алоис Индра был секретарём ЦК КПЧ, с 1971 — членом Политбюро ЦК, состоял в руководстве Национального фронта. Но при этом Гусак старался держать Индру на дистанции от ключевых решений. В 1971 Алоис Индра стал председателем Федерального собрания ЧССР — пост формально высокий, но политически в основном церемониальный. Курировал написание новой конституции ЧССР, которая так и не была завершена.
Несмотря на словацкое происхождение, Индра состоял также в Чешском национальном совете. В Словакии он был особенно непопулярен, так как экономически ориентировался на индустриально более развитую Чехию и возражал против крупных инвестиционных проектов в словацких регионах.
Политически и идеологически Алоис Индра являлся активным проводником консервативной «нормализации». Его имя связывалось с тотальным партийным контролем, преследованиями инакомыслия, репрессиями StB (хотя формально он не имел отношения ни к идеологическому, ни к карательному аппарату).

## Отставка и смерть
Бархатная революция в ноябре 1989 с самого начала требовала отставки ряда одиозных политиков КПЧ. Имя Алоиса Индры в этом списке значилось одним из первых.
29 ноября 1989 года Индра сложил полномочия председателя Федерального собрания, через несколько дней был снят с партийных постов. Новое руководство КПЧ объявило о намерении следовать курсом Пражской весны, и в феврале 1990 Алоис Индра был исключён из КПЧ.
Дальнейшее развитие событий — отстранение КПЧ от власти, полный официальный пересмотр оценки событий 1968 года — сделали для Индры реальной перспективу судебного преследования. Однако Алоис Индра скончался прежде, чем был поднят этот вопрос — в возрасте 69 лет, менее чем через год после Бархатной революции.